# Colón (kommun i Colombia, Putumayo, lat 1,23, long -76,97)
Colón är en kommun i Colombia.   Den ligger i departementet Putumayo, i den sydvästra delen av landet, 500 km sydväst om huvudstaden Bogotá. Antalet invånare är 5 166.